# Wilhelm von Rümann
Wilhelm von Rümann (Hannover, 11 novembre 1850 – Ajaccio, 6 febbraio 1906) è stato uno scultore e medaglista tedesco.

## Biografia
Rümann studiò dal 1872 al 1874 presso l'Accademia delle belle arti di Monaco di Baviera, poi fino al 1880 presso Michael Wagmüller. Dal 1887 insegnò come professore presso l'Accademia delle belle arti di Monaco di Baviera. Nel 1891 fu elevato al rango di nobile. Nel 1902 ricevette dalla Große Berliner Kunstausstellung (Grande Mostra d'Arte di Berlino) una grande Medaglia aurea.
Oltre a numerosi dipinti funerari nell'Alter Südfriedhof a Monaco di Baviera, si diede anche alla scultura, i cui esemplari ancor oggi sono visibili nelle immagini della città: monumenti intitolati a Georg Simon Ohm (1895, nella corte del Politecnico di Monaco), Max von Pettenkofer (1909) e Carl von Effner (1886) sulla Maximiliansplatz, la Fontana dei Putti del Friedensdenkmal sulla Prinzregentenstraße (in origine prevista per il Castello di Herrenchiemsee) e i Leoni davanti alla Feldherrnhalle (1906).
Tra i suoi allievi vi furono i pittori: Bernhard Bleeker, Jakob Brüllmann, Hermann Hahn, Jakob Hofmann, Moissey Kogan, Martin Scheible, e gli scultori Georg Schreyögg, Alois Mayer e Eduard Zimmermann.
È sepolto nel Cimitero Nord di Monaco di Baviera.

## Opere

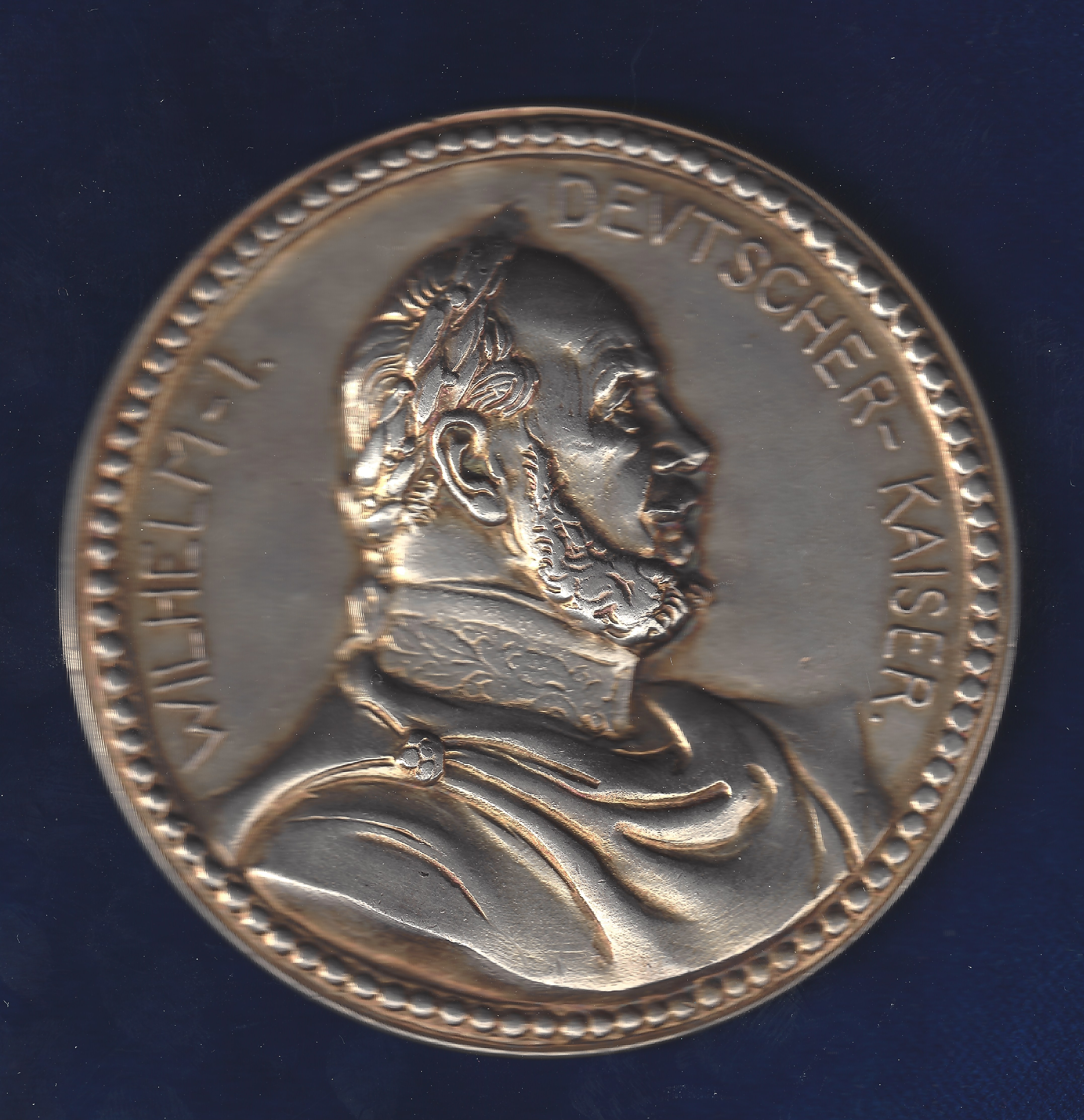
Recto della medaglia stile Art Nouveau di Ruemann in Norimberga con il busto dell'Imperatore Guglielmo I.

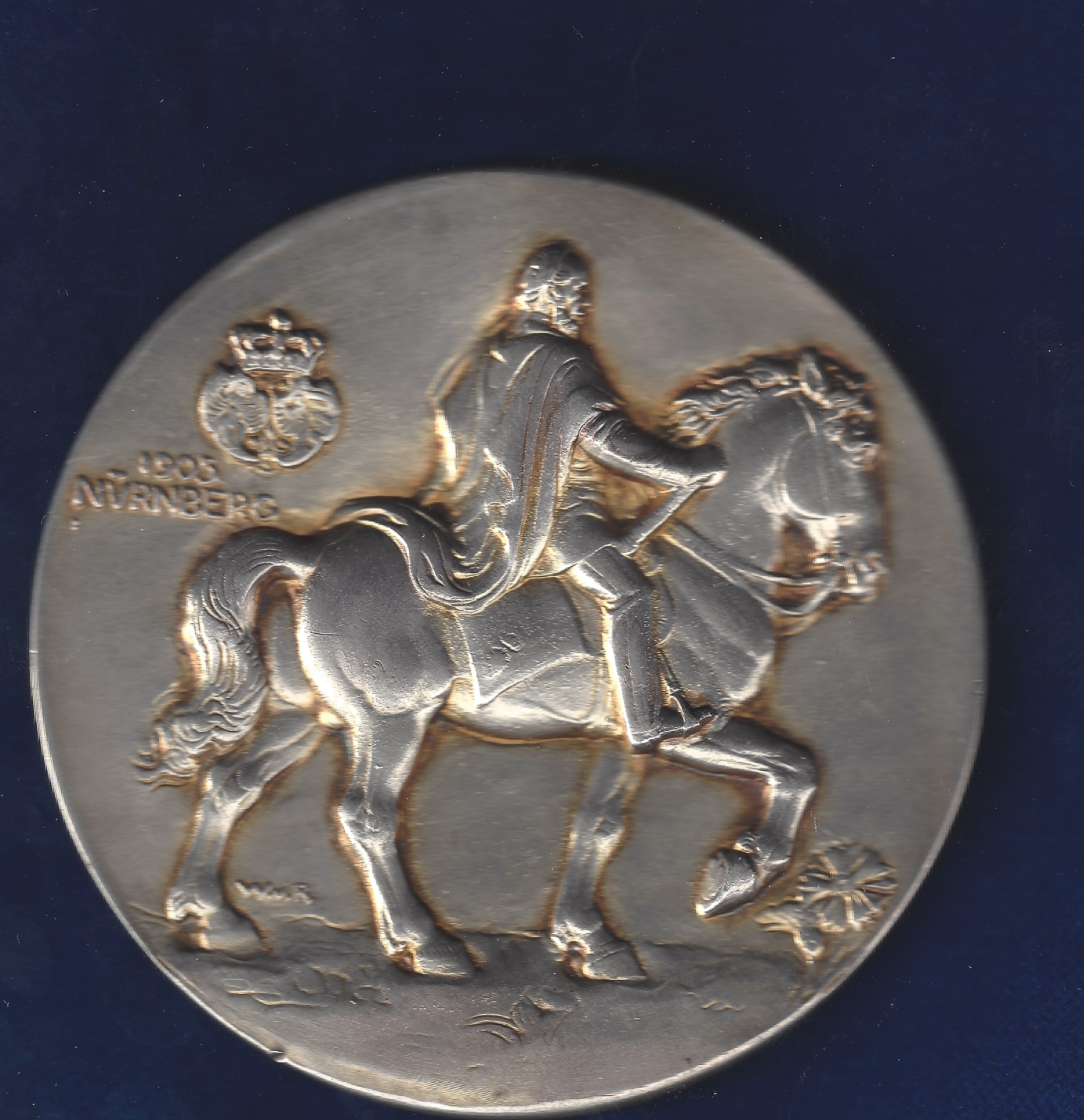
Verso della medaglia emessa per l'inaugurazione del monumento il 14 dicembre 1905. Questa grossa medaglia-ricordo fu consegnata dalla città di Norimberga ai principeschi ospiti dello scoprimento del monumento.

### Monumenti pubblici
- Chemnitz:
  - Monumento all'Imperatore Guglielmo I (equestre), con statue di Bismarck e Moltke come figure a fianco, sulla Piazza del Mercato (1899, rottamate dopo il 1945)
- Heilbronn:
  - Monumento a Robert Mayer, sulla Piazza del Mercato (1892)
  - Monumento al Kaiser Guglielmo I, originariamente di fronte al vecchio Centro Congressi e Concerti Harmonie di Heilbronn, oggi nell'Alten Friedhof sulla Weinsberger Straße (1895, da idee di Ludwig Pfau)
- Landau in der Pfalz (Landau nel Palatinato)
  - Monumento equestre del Principe reggente Luitpold di Baviera, sulla Marktplatz, 1892[4]
- Lindau: Fontana di Lindavia, monumento in occasione del 20º anno dell'incoronazione del re di Baviera Ludovico II, inaugurato nel 1884
- Monaco di Baviera:
  - Monumento a Georg Simon Ohm (1895)
  - Figura funeraria di Ludovica di Baviera
  - Numerose sculture sul principe reggente Luitpold, tra le altre una nel sudovest dell'insediamento di Neuhausen
  - Busto di Teresa di Baviera (nell'Akademie der Wissenschaften)
  - Busto di Sebastian Wilhelm Valentin Bauer nel Deutsches Museum
- Norimberga:
  - Monumento a Guglielmo I di Germania (Monumento equestre), Egidienplatz, davanti alla Pellerhaus (1905)
  - Monumento a Principe reggente Luitpold, sulla Piazza della Stazione (1901, 1934 demolito, 1939 fuso)
- Schweinfurt:
  - Monumento a Friedrich Rückert (1890)
- Stoccarda:
  - Insieme al cavaliere Friedrich von Thiersch: Monumento per il Kaiser Guglielmo I (statua equestre) (1898), Karlsplatz
- Bad Urach: Busto di Bismarck sulla Schloßstraße
- Wœrth (Alsazia): Monumento bavarese per i Caduti della Guerra franco-prussiana 1870/1871 (1889)

## Galleria d'immagini

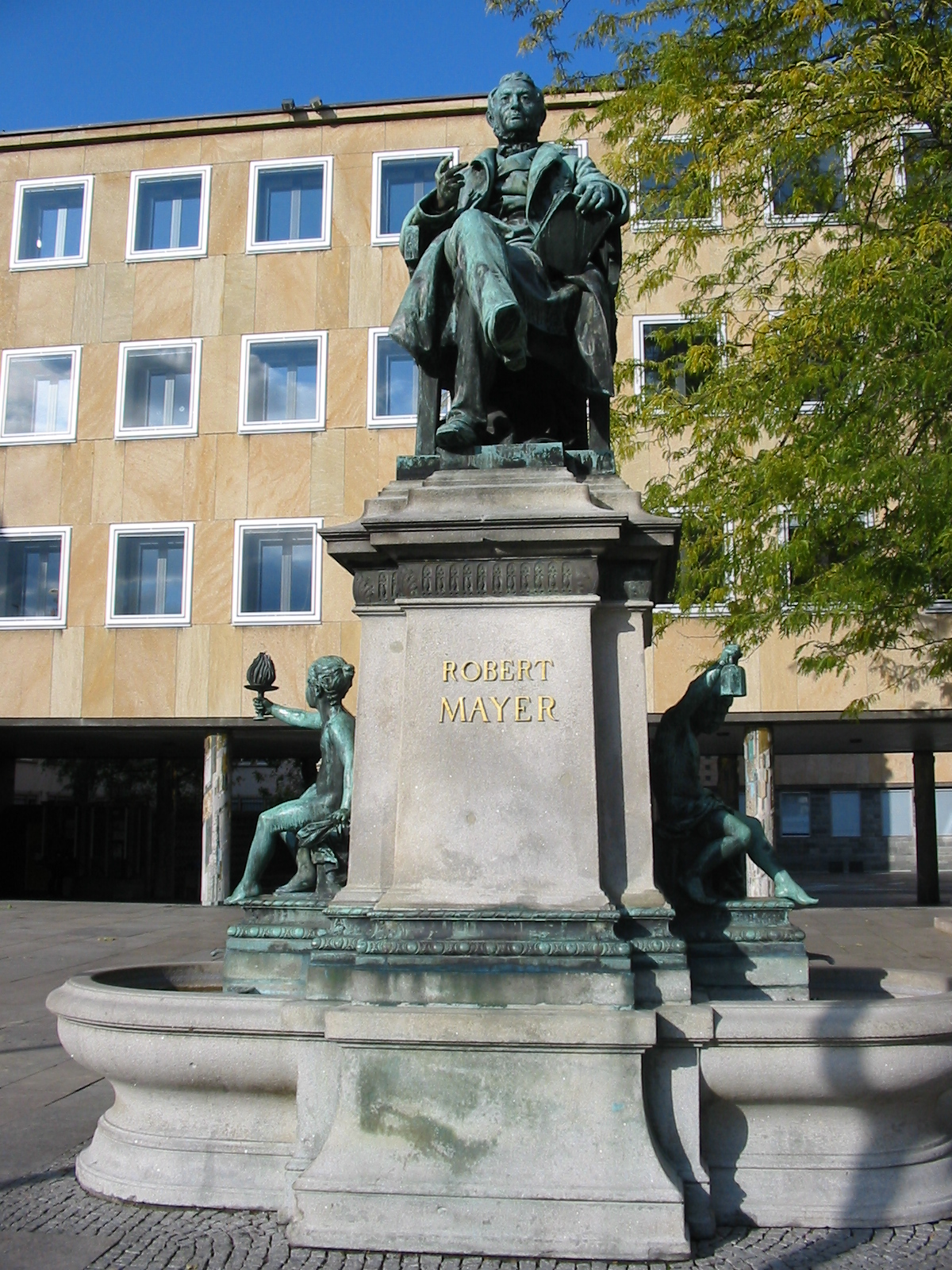
Heilbronn: Monumento a Robert Mayer (1892)
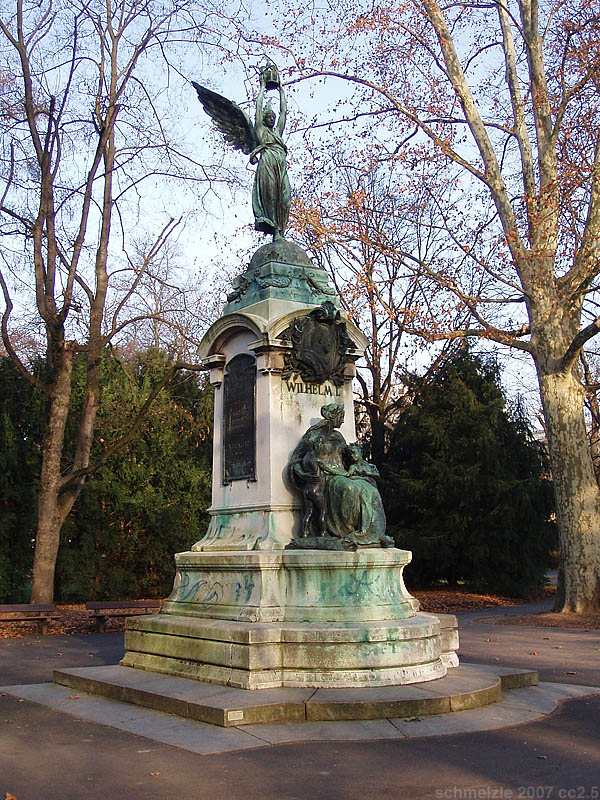
Heilbronn: Monumento all'Imperatore Guglielmo (1893)
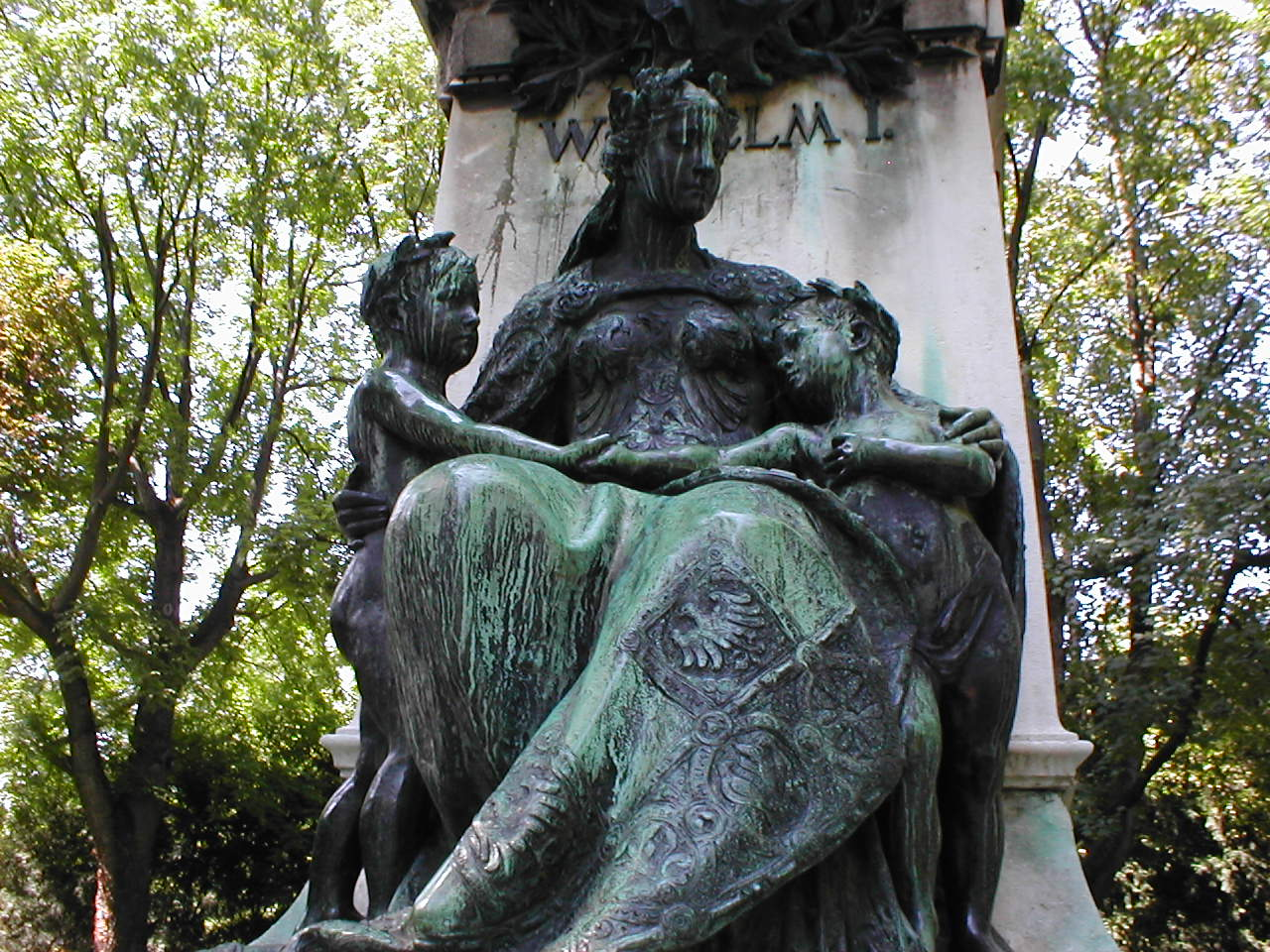
Heilbronn: Dettaglio del monumento all'Imperatore Guglielmo (1893)
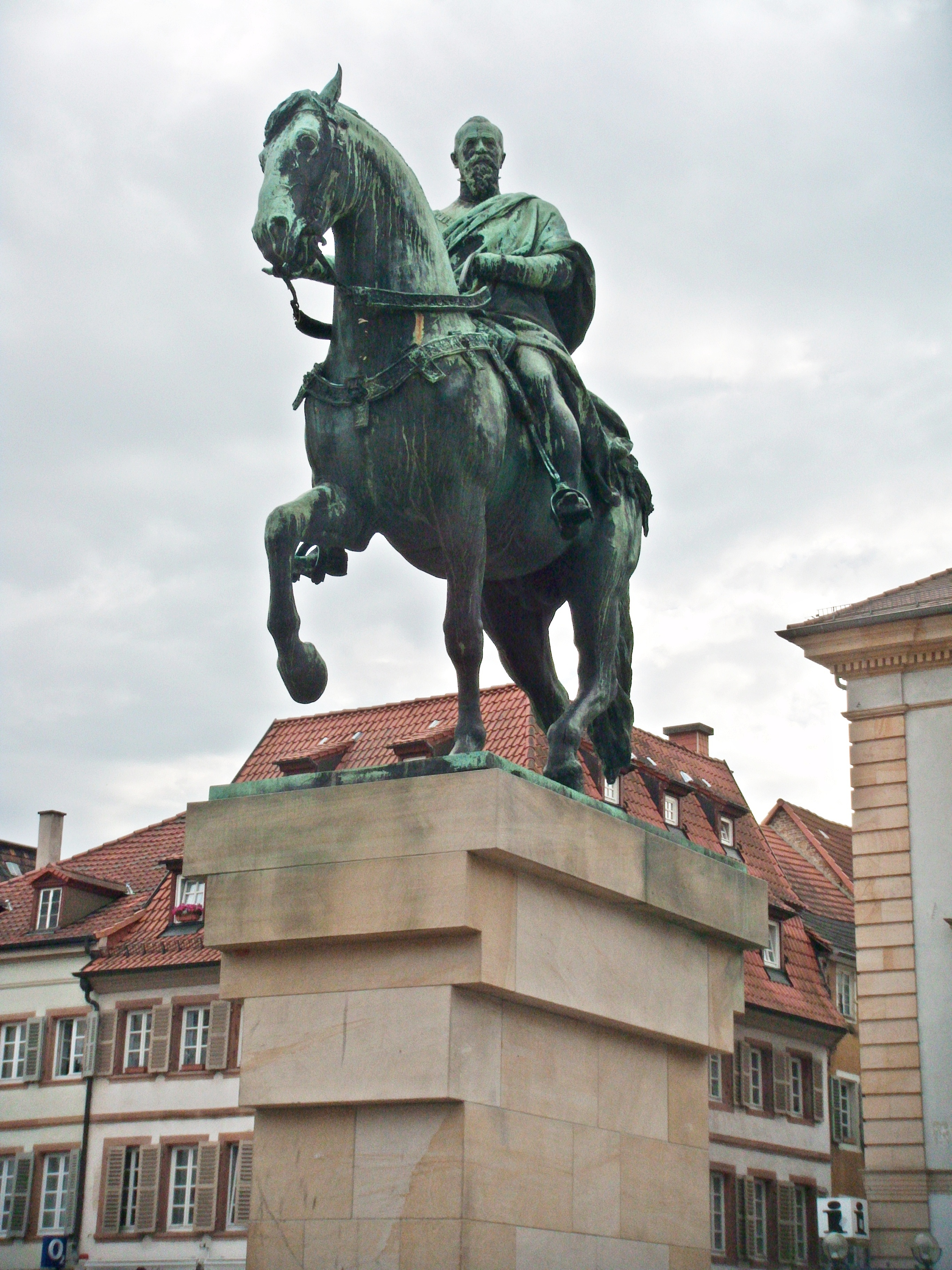
Landau in der Pfalz: Piazza del mercato, Statua equestre del principe reggente Luitpold di Baviera (1892)
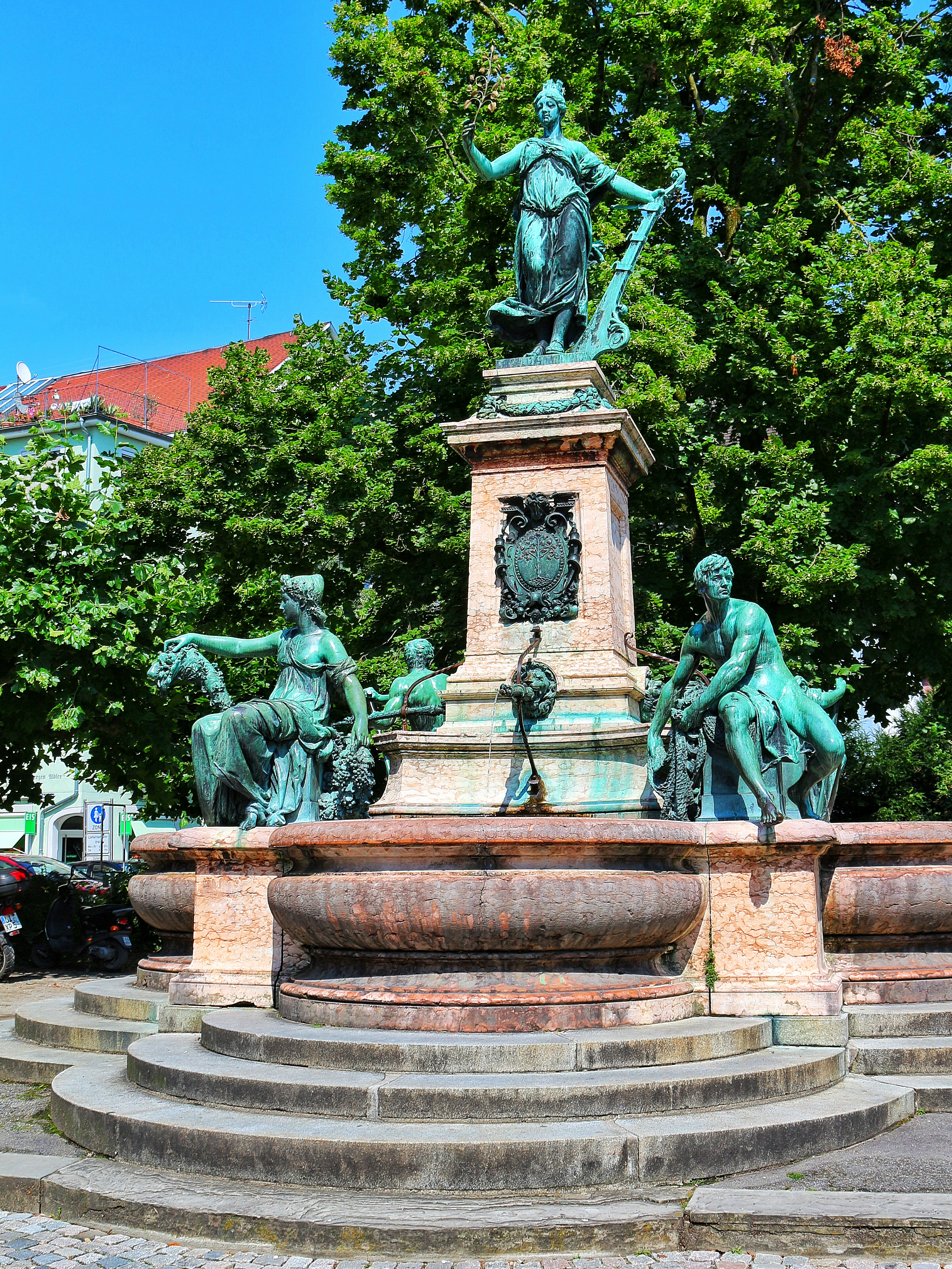
Lindau (Lago di Costanza): Monumento in occasione del 20º compleanno del Re Ludwig II )inaugurato nel 1884)
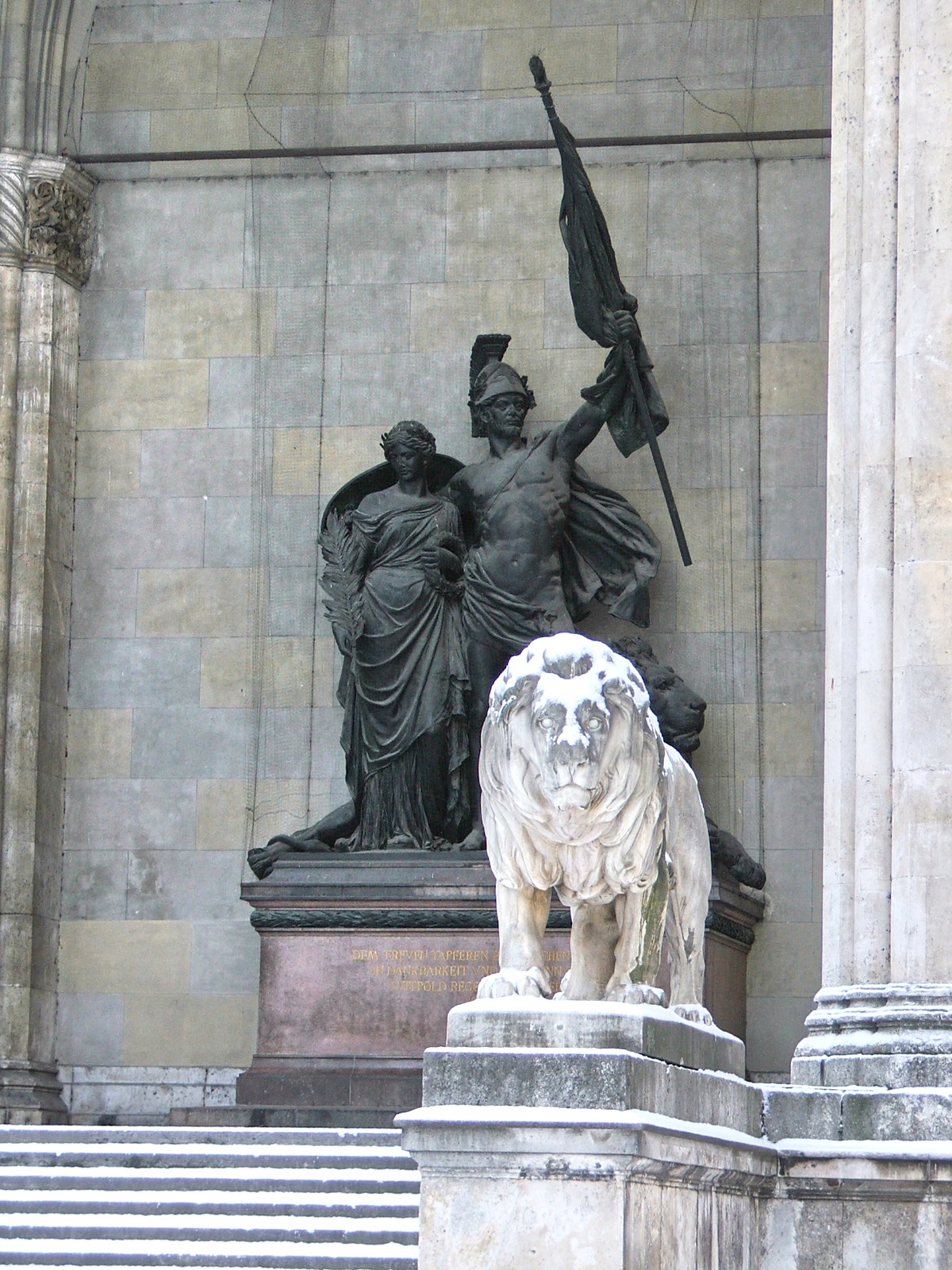
Monaco: Leoni davanti alla Feldherrnhalle (1905)
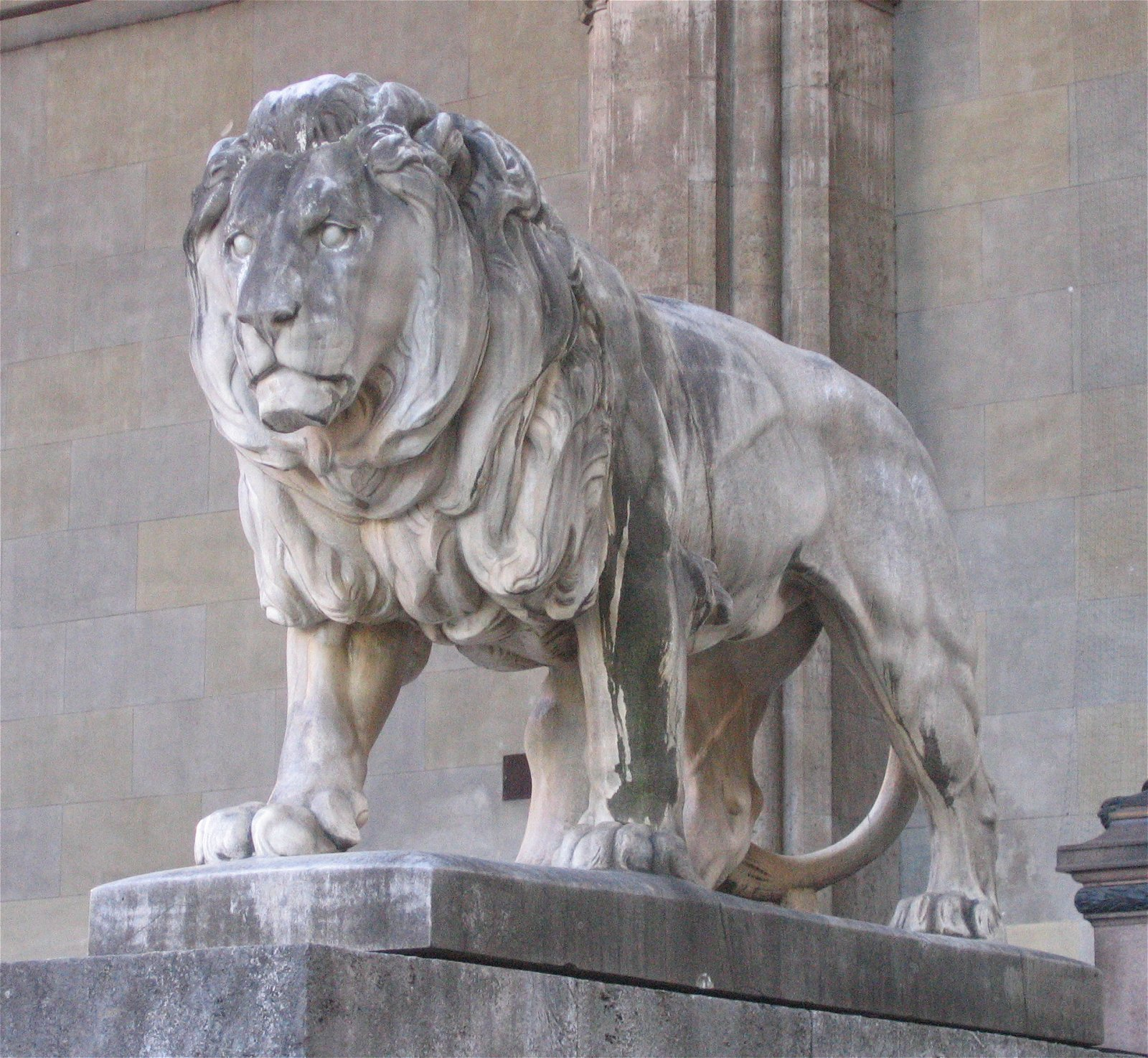
Monaco: Leoni davanti alla Feldherrnhalle (1905)
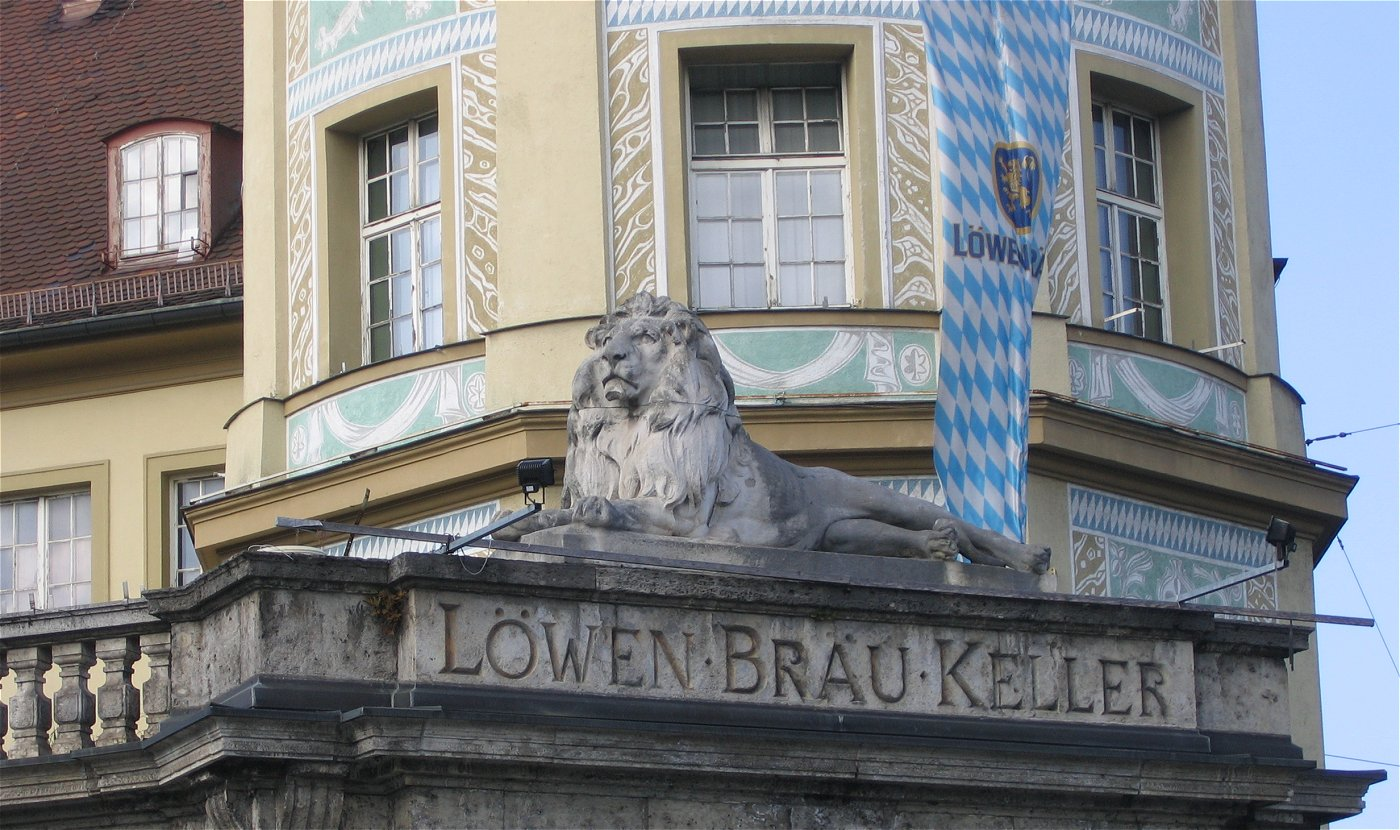
Monaco: Leoni sulla terrazza del Löwenbräukeller
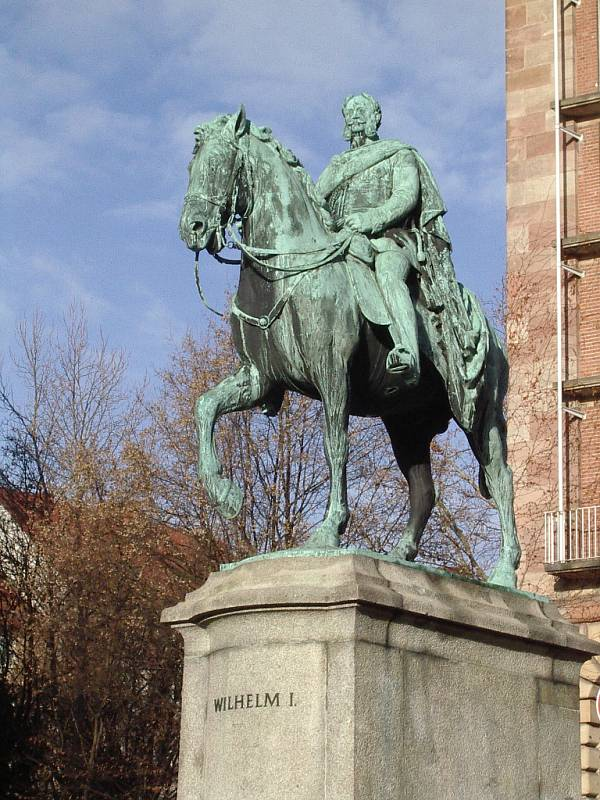
Norimberga: Monumento all'Imperatore Guglielmo (1905)
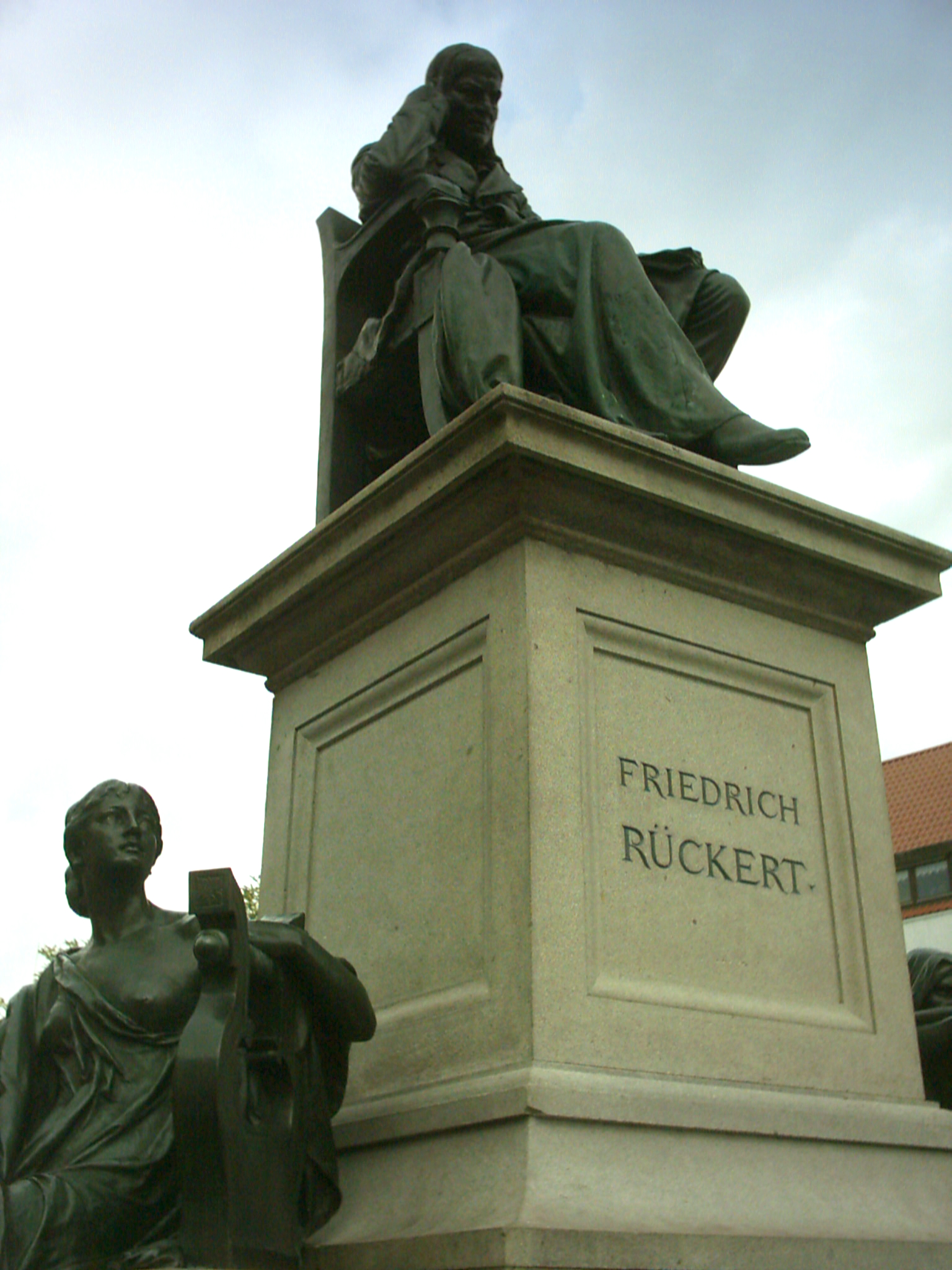
Schweinfurt: Monumento a Friedrich Rückert (1890)
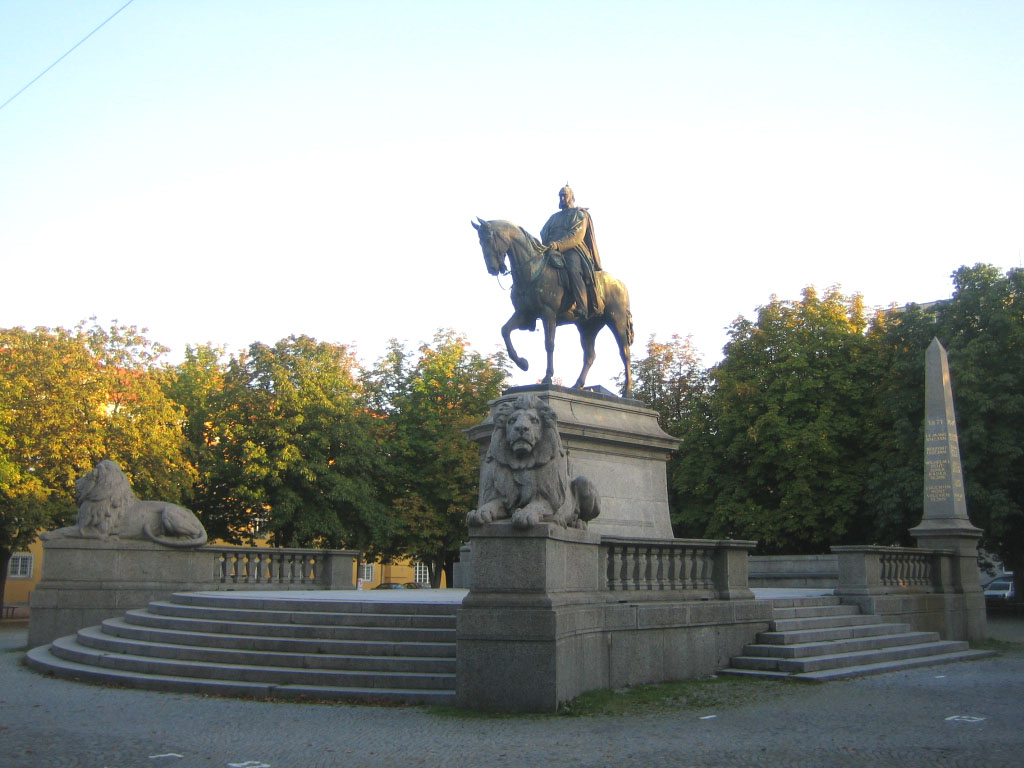
Stoccarda: Monumento all'Imperatore Guglielmo (1898)
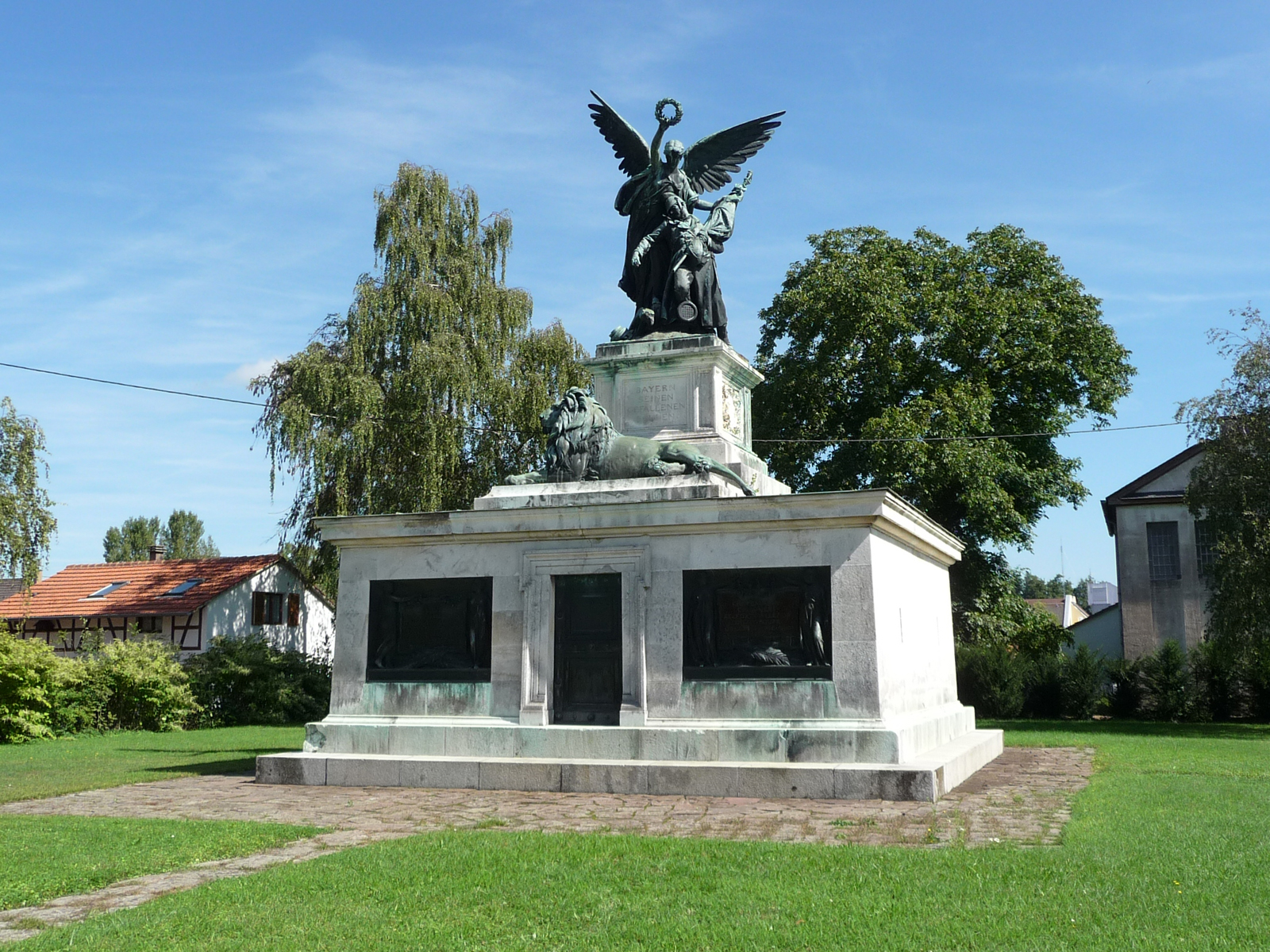
Wœrth (Alsazia): Monumento alla guerra bavarese (1889)